# الزراعة في إيطاليا
تُمثل الزراعة في إيطاليا أحد القطاعات الاقتصادية في الدولة، وقد شهدت تطورًا منذ الألفية الخامسة ق.م. تحولت إيطاليا في القرن العشرين من دولة زراعية رائدة لتصبح دولة صناعية. شهد قطاع الزراعة (من بينها زراعة الغابات وصيد الأسماك) انخفاضًا حادًا في أعداد العمالة، إذ انخفضت النسبة من 43% (في عام 1860) إلى 3.8% (في عام 2000)، وبذلك تساهم بنسة ضئيلة في الإطار الاقتصادي القومي.
بلغ عدد العاملين في قطاع الزراعة عام 2010 وفقًا لآخر تعداد زراعي قومي 891,000 شخص معظمهم من الرجال (71.3% من إجمالي العدد) وسكان جنوب إيطاليا (46.8% من إجمالي العدد). بلغ حجم مساحة الأراضي الزراعية في إيطاليا في عام 2010 نحو 17,800,00 هكتار (43,984,758 فدانًا)، ويُستخدم فقط 12,700,00 هكتار (31,382,383 فدانًا) من هذه الأراضي، وتتركز بشكلٍ أساسي في جنوب إيطاليا.

## الوصف
بلغ عدد المزارع في عام 2010 وفقًا لآخر تعداد زراعي وطني 1.6 مليون (-32.4% منذ عام 2000)، وتغطي مساحة قدرها 12,700,00 هكتار أو 31,382,383 فدانًا (تقع 63% منها في جنوب إيطاليا). تقع أغلب المزارع تحت الإدارة العائلية وتتميز بصغر حجمها، الذي يبلغ في المتوسط 8 هكتار فقط (20 فدانًا). تشغل حقول الحبوب 31% وبساتين أشجار الزيتون 8.2% والكروم 5.4% وبساتين الحمضيات 3.8% وشمندر السكري 1.7% والبستنة 2.4% من إجمالي المساحة المستخدمة في الزراعة (باستثناء الغابات). تُخصص النسبة الباقية في المقام الأول للمراعي (25.9%) وحبوب الأعلاف (11.6%). ينتج الجزء الشمالي من إيطاليا بشكلٍ أساسي الذرة والأرز وشمندر السكري وفول الصويا واللحوم والفواكه ومنتجات الألبان، بينما تختص المنطقة الجنوبية بالقمح والحمضيات. تشمل الثروة الحيوانية 6 ملايين رأس من الماشية و8.6 مليون رأس من الخنازير و6.8 مليون رأس من الأغنام و 0.9 مليون رأس من الماعز. تبلغ إجمالي الإنتاج السنوي من صناعة الأسماك سواء من الصيد أو تربية الاحياء المائية كالقشريات أو الرخويات نحو 480,000 طن.
تعد إيطاليا أكبر دولة منتجة للنبيذ في العالم، إحدى الدول الرائدة في إنتاج زيت الزيتون والفواكه (التفاح والزيتون والعنب والليمون والكمثري والمشمش والبندق والخوخ والكرز والبرقوق والفراولة والكيوي) والخضراوات (خاصة الخرشوف والطماطم). تشمل أشهر أنواع النبيذ في إيطاليا نبيذ توسكان كيانتي وبييمنتة بارولو. تشتهر أنواع أخرى كنبيذ بارباريسكو، وباربيرا داستي، وبرونيلو دي مونتالسينو، وفراسكاتي، ومونتيبولسيانو دابروزو، وموريلينو دي سكانسانو، وأماروني ديلا فالبوليسيلا، والنبيذ الفوار فرانشاكورتا، وبروسيكو. تحمل المنتجات ذات الجودة العالية، التي تختص بها إيطاليا كأنواع النبيذ المذكورة سلفًا والجبن الإقليمي، شعار ضمان جودة التحكم في تحديد مكان المنشأ (إيطاليا). تعد شهادة تحديد الموقع الجغرافي هذه، التي يمنحها الاتحاد الاوروبي، مهمة لتجنب اختلاط المنتجات عالية الجودة مع البضائع البديلة ذات الجودة المنخفضة والتي تنتج بكميات كبيرة.
يُعد المطعم الإيطالي في الواقع الأكثر شهرة حول العالم، ويسعى العالم بأسره إلى تقليده. يؤدي عدم توافر بعض المكونات التي يستأثر بها المطعم الإيطالي خارج إيطاليا، وأيضًا قبل كل شئ التزوير (الاحتيال الغذائي) إلى نزع الصفة الطبيعية تمامًا عن المنتجات الإيطالية. تعرف هذه الظاهرة المنتشرة على مستوى الدول جميعها بالتظاهر بالايطالية وتعتمد على استخدام كلمات وصور ومجموعات ألوان (ألوان علم إيطاليا) والإشارات الجغرافية والعلامات التجارية التي تعبر عن إيطاليا للترويج لمنتجات الأغذية الزراعية وتسويقها، وليس لها في الواقع أي صلة بالمطعم الإيطالي.

## التاريخ

### ما قبل التاريخ
تُظهر العديد من الاكتشافات الأثرية أن أول مستعمرة زراعية تكونت في إيطاليا في الألفية الخامسة قبل الميلاد تقريبًا. حدد علماء الآثار بوضوح المسارات التي اتبعها الفلاحون الأناضوليون الأوائل الذين نشروا الثورة الزراعية في جميع أنحاء القارة الأوروبية، وخاصة على ساحل البحر الأبيض المتوسط وعلى طول نهر الدانوب. وصلوا في البداية إلى صقلية عن طريق البحر، وأسسوا قرى زراعة مشابهة لتلك الموجودة في الهلال الخصيب (الأناضول وسوريا وفلسطين ووادي دجلة والفرات).  
بنى الفلاحون القادمون من الدانوب في وقت لاحق بعد عبور القوس الألبي قرى بسمات مماثلة للقرى في العصر الحجري الحديث في البلقان، وشهدت تطورات كبيرة في غضون ألف عام

### التاريخ القديم
وقع نهر بادي بالكامل تحت حكم الاستعمار في العصر البرونزي بسبب ما يسمى بالـ«الهبوط»، وهو المساكن التي تشبه الركائز. برع هؤلاء السكان في أساليب الزراعة وتربية الحيوانات السائدة في العصر الحجري الحديث التي ظلت رائدة حتى العصور الوسطى. شهدت وسط إيطاليا في تلك الفترة بداية تميزها بتنوع زراعي متزايد. استخدمت أغلب المواقع في التضاريس الجبلية أسلوب الحرق والقطع. اُستخدمت أيضًا المحاريث من نوع العصور الوسطى والمحاريث الخشبية. يمكن رؤية أول دليل على زراعة الزيتون في جنوب إيطاليا في وقتنا هذا.
شهد العصر الحديدي بداية صناعة البيوت من الحجر وتربية الحيوانات وزراعة البقول واستخدام الأدوات البرونزية والحرف اليدوية والتجارة والنزعة الفردية. ظهرت في الجمهورية الرومانية ثورة الحديد: المحاريث والفؤوس في الحقول (ما مكن زراعة التربة السميكة) والمناجل والفؤوس لإزالة الغابات واستخدمت ايضُا الأدوات الحديدة في الحصاد وتقليم العنب. كانت هذه بداية لمناظر طبيعية ذات ثقافات مختلطة وتخطيط منهجي للتضاريس المحيطة بالمدن. شهدت التكنولوجيا الزراعية تطورًا كبيرًا، من بينها صناعة التبن وترك الأراضي بورًا والأعمال الهيدروليكية (الكونيكولي). تطورت زراعة العنب والزيتون التجارية. بنشأة إمبراطوريات عظيمة في الشرق اعتمادًا على زراعة الحبوب وبالتحديد القمح والشعير: غزت روما التي رسخت نفسها في شبه الجزيرة الإيطالية العديد من السهول الكبرى في العالم أنذاك ومنحت لكل منهم وظيفة بناءً على خططها لتحقيق السيطرة الاقتصادية والعسكرية.
اُستغلت الدول التي لم يهدد الاعداء الأقوياء حدودها لتوفير الطعام لشعب روما، التي كانت تعد «رحم» الإمبراطورية الرومانية، مع مطالبة مئات الآلاف من الفلاحين المحاربين السابقين، الذين جردتهم الطبقة الأرستقراطية والطبقة التجارية من أراضيهم، بحقهم في الحصول على الخبز والسيرك باعتبارهم مواطنين للدولة. كانت الدول المجاورة للحدود المهددة كالراين والدانوب مسئولة عن انتاج الحبوب اللازمة لإطعام المعسكرة على الحافة كفرنسا.
طُورت أول التقنيات ذات الطبيعة غير الصناعية لزراعة الفواكه والخضراوات وتربية الحيوانات كالخنازير والأغنام والدواجن لتلبية الطلب الزائد على الطعام من المناطق الرئيسية للإمبراطورية ومن روما نفسها. كتب الإسباني كولوميلا مالك مزارع الكروم بين «كاستيلي روماني» أول أطروحة علمية تتعلق بتقنيات الزراعة في العالم الغربي لتحليل سمات الزراعة لتلبية المتطلبات الزائدة.